# Ectropis tristis
Ectropis tristis là một loài bướm đêm trong họ Geometridae.